# عار أوستن (مسلسل)
عار أوستن أو سكام أوستن هو مسلسل تلفزيوني درامي أميركي مقتبس عن المسلسل الشبابي النرويجي الشهير عار (مسلسل 2015) للمؤلفة والمخرجة النرويجية جولي أندم. تم عرض المسلسل لأول مرة في 27 أبريل 2018 وبث على شبكة الإنترنت فيسبوك ووتش.
استخدم المسلسل نفس الإعداد والسيناريو والمشاهد الأساسية للإنتاج النرويجي الأصلي، بإصدار مقاطع قصيرة يومية على فيسبوك ووتش، بالإضافة إلى لقطات من الرسائل النصية للشخصيات وإنشاء حسابات اجتماعية حقيقية تتيح رؤية ومشاركة حياة الشخصيات الخيالية. تم إصدار أول هذه المقاطع القصيرة في 24 أبريل 2018.

## وصلات خارجية
- عار أوستن على موقع IMDb (الإنجليزية)
- عار أوستن على موقع روتن توميتوز (الإنجليزية)
- عار أوستن على موقع كينوبويسك (الروسية)
- عار أوستن على موقع ألو سيني (الفرنسية)
- عار أوستن على موقع قاعدة بيانات الفيلم (الإنجليزية)